# Benigne
Benigne is een medische term, afgeleid van het Latijnse woord benignus, dat goedaardig betekent.
Dit is een medische term die met name gebruikt wordt bij gezwellen. Door de term benigne wordt onderscheid gemaakt met een maligne of kwaadaardige gezwel, oftewel kanker. Wanneer een gezwel benigne wordt genoemd, betekent het dat een gezwel niet de neiging heeft om in te groeien in andere weefsel (invasieve groei) of uit te zaaien (metastaseren). 
Het onderscheid tussen een goedaardige of kwaadaardige tumor, wordt meestal bepaald door de patholoog die weefsel van het gezwel onder de microscoop onderzoekt.
Soms kan een goedaardig gezwel toch grote problemen opleveren. Sommige goedaardige gezwellen leveren door hun grootte en locatie in het lichaam problemen op voor het omliggende weefsel of de omliggende organen, wat hinderlijk of pijnlijk kan zijn. Als door de groei van een gezwel belangrijke organen als hersenen, longen of hart verdrukt worden, kan het zelfs dodelijk zijn. 
Sommige benigne gezwellen hebben een grote kans om maligne te worden. Dit soort goedaardige gezwellen wordt ook wel aangeduid met premaligne, omdat zij een voorstadium van een kwaadaardig gezwel zijn. Dit geldt bijvoorbeeld voor sommige darmpoliepen. Hierbij is het dus van essentieel belang dat de poliep verwijderd wordt, voordat hij kwaadaardig geworden is. 
Bij de meeste gezwellen die goedaardig bevonden zijn, kan de patiënt echter opgelucht ademhalen. Vaak is een dergelijk gezwel dan al in zijn geheel verwijderd, en de uitslag "benigne" betekent dan, dat er geen verdere problemen meer te verwachten zijn. 